# Varanger museum

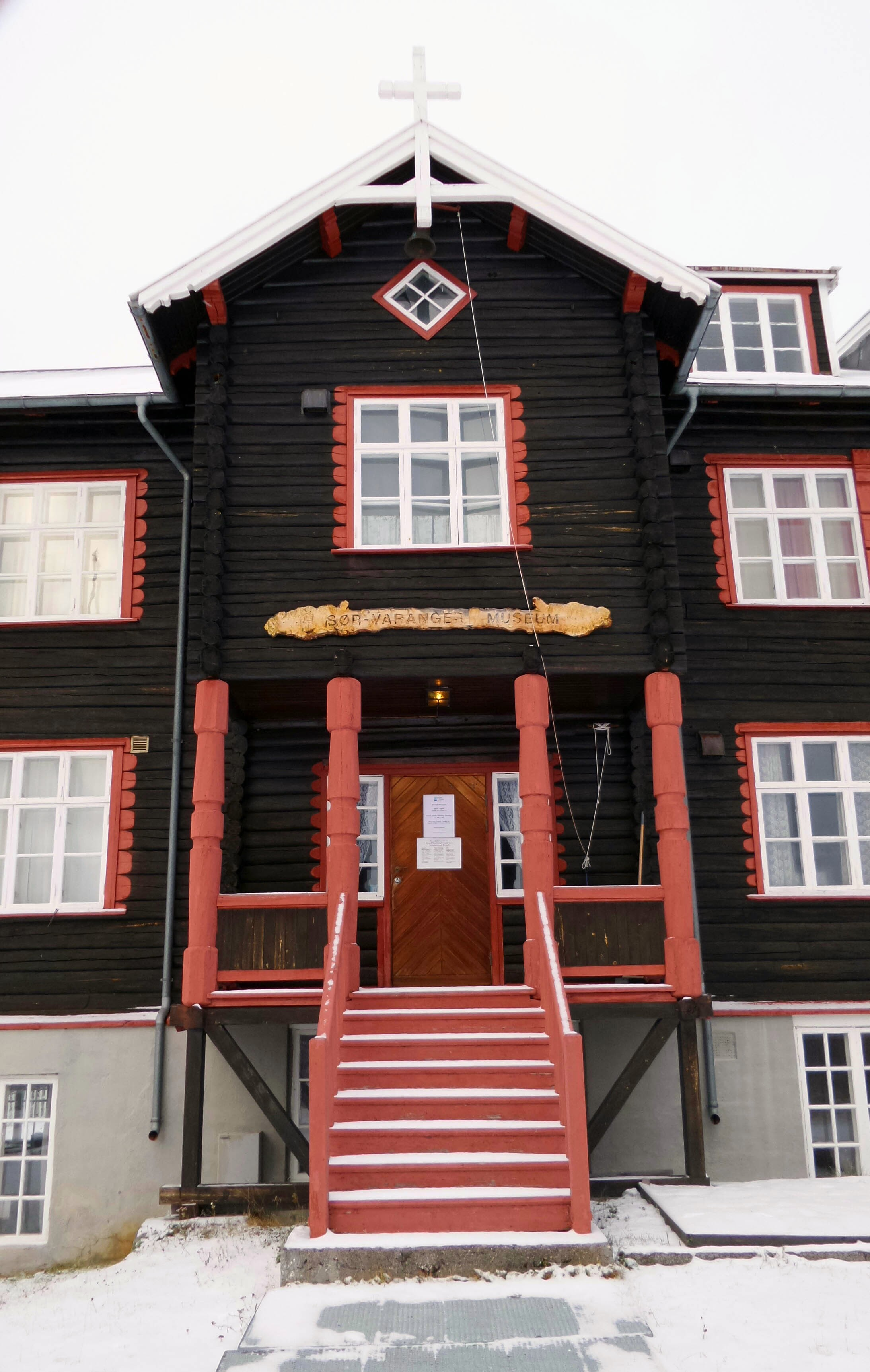
Strand skoleinternat i Pasvikdalen

Varanger museum är ett regionalt museum i Varanger, det vill säga den östliga delen av Finnmark fylke i Norge
Det har tre avdelningar: i Vardø, i Sør-Varanger och i Vadsø. 
Varanger museum bildades i januari 2006 som ett led i den museireform som den norska regeringen påbörjade i början av 2000-talet och vars syfte var att regionalt slå samman museer och stärka deras fackmässiga kompetens. I första etappen ingick Vardø museum och Vadsø museum-Ruija kvenmuseum. Sør-Varanger museum anslöts i september 2009.
Varanger museums tre avdelningar har ansvar för pomorhandelshistoria, kvänernas historia respektive gränslandets historia. 
Varanger museum ägs av ett bolag med de tre kommunerna Vardø, Vadsø och Sør-Varanger som aktieägare. Det har omkring 20 fast anställda medarbetare.